# Пір-Морад (Західний Азербайджан)
Пір-Морад (перс. پیرمراد) — село в Ірані, входить до складу дехестану Ровзех-Чай у Центральному бахші шахрестану Урмія провінції Західний Азербайджан.